# Acquedotto De Ferrari Galliera
Die Società Anonima dell’Acquedotto De Ferrari Galliera, abgekürzt ADFG, war eine 1880 gegründete private Gesellschaft für die Energie- und Wasserversorgung von Genua. Sie wurde Ende 2005 mit anderen Gesellschaften der städtischen Wasserversorgung fusioniert und ging in der Mediterranea delle Acque auf, die nach mehreren Fusionen 2019 zur Gruppo Iren gehörte.

## Geschichte
Genua litt seit der Römerzeit unter Wassermangel. Lange Zeit wurde die Wasserversorgung nur durch den Acquedotto storico, den alten Aquädukt sichergestellt. Im Jahre 1853 wurde sie durch den Acquedotto Nicolay erweitert. Dieses Bauwerk fasste das Wasser nördlich des Apennins und leitete es durch den Giovipass-Tunnel der Bahnstrecke Turin–Genua in die Stadt. Die stark wachsende Industrie im Val Polcevera verlangte bald nach einem weiteren Ausbau der Wasserversorgung. Im Jahre 1871 wurde ein Projekt vorgestellt, das weiteres Wasser für die Versorgung und Energienutzung von der Nordseite des Apennins nach Genua leiten sollte. Das Projekt wurde von drei Ingenieure – die Brüder Niccolò und Salvatore Bruno und Stefano Grillo, ausgearbeitet. Eine erste Konzession für das Projekt wurde 1873 erteilt. Nachdem die Finanzierung geklärt war, wurde 1880 die Gesellschaft Acquedotto De Ferrari Galliera gegründet, deren Namen sich an Raffaele De Ferrari (1803–1876), Herzog von Galliera anlehnte. Raffaele war ein Investor im ehemaligen Königreich Sardinien, der durch den Ausbau des Hafens von Genua ein hohes Ansehen in der Bevölkerung erlangte. Nach ihm ist auch die Piazza De Ferrari benannt.

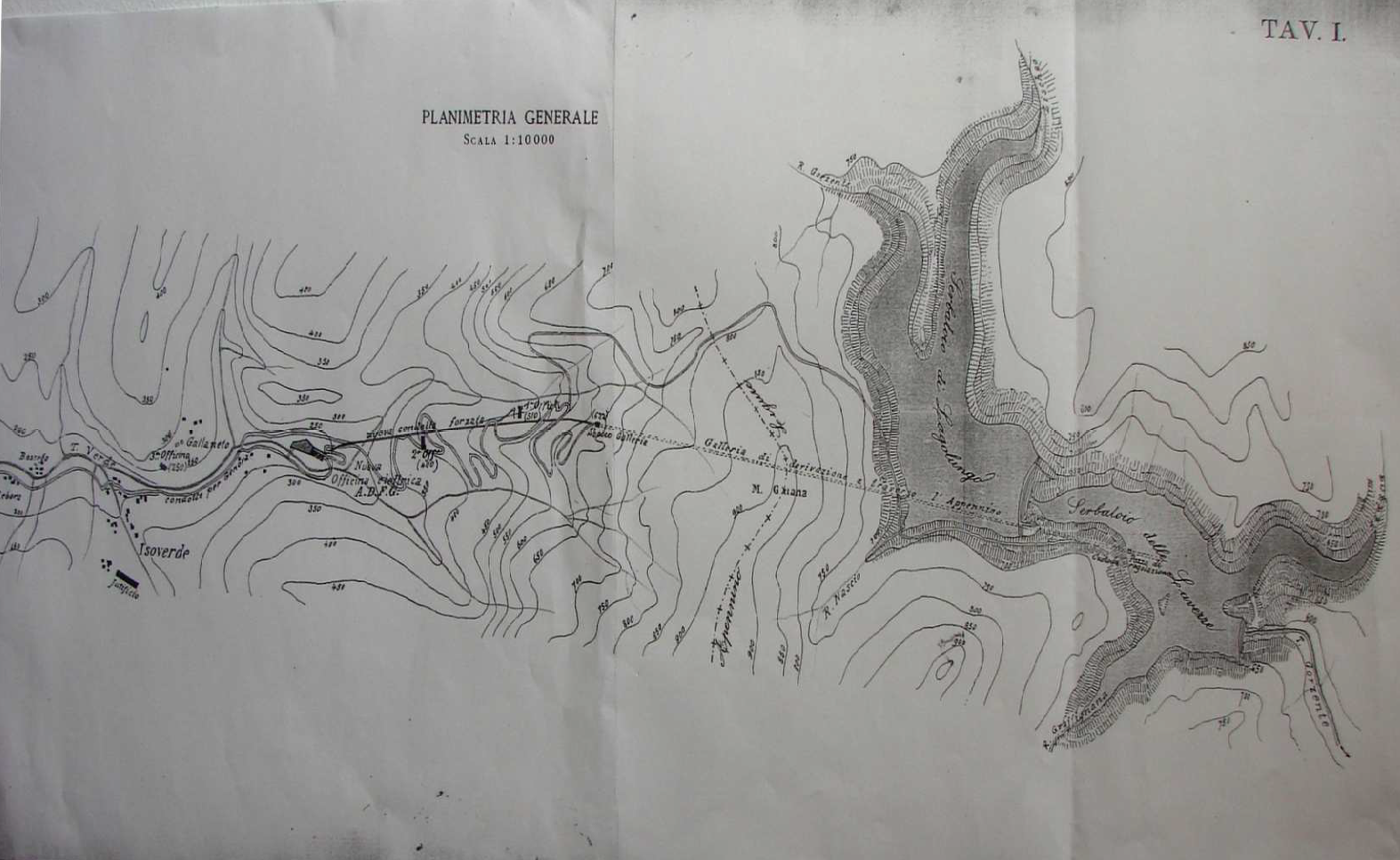
Lageplan der beiden Seen mit dem Stolle unter dem Apennin

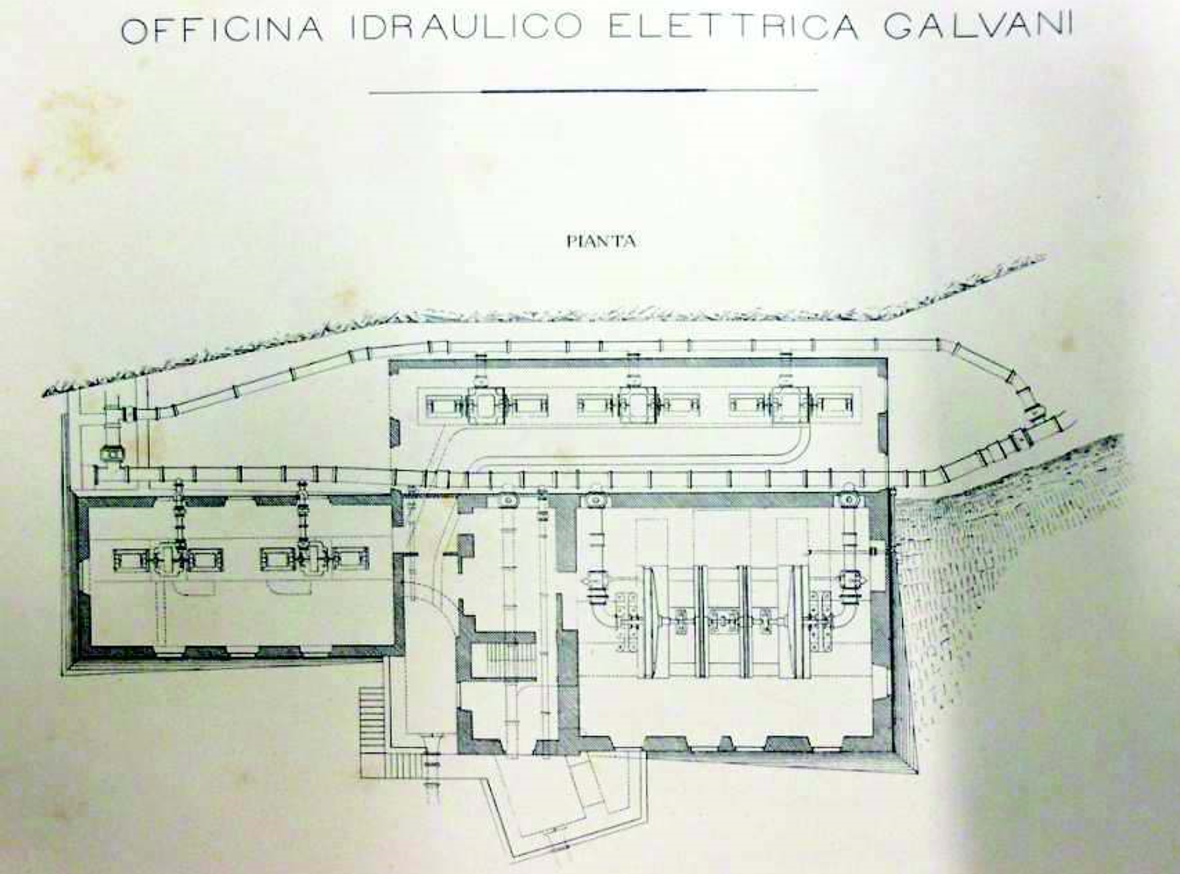
Grundriss des Kraftwerks Galvani. Vorne rechts die beiden Turbinenen für den Antrieb der Transmission.

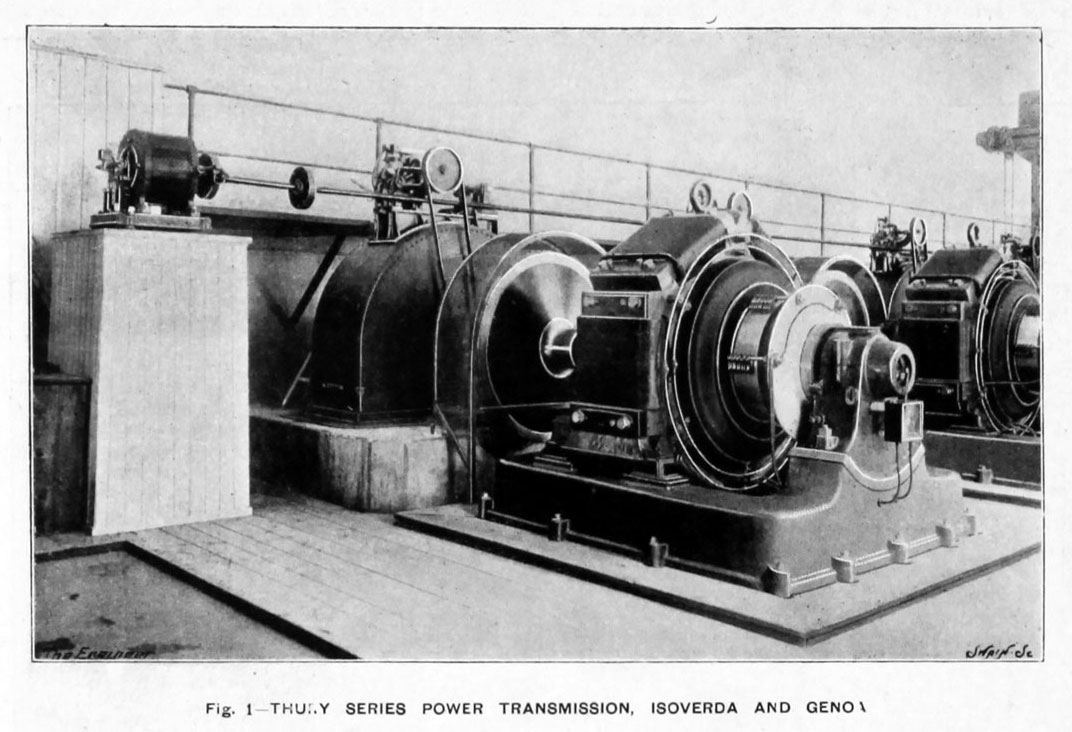
Maschinensatz der Gleichstromübertragung

### Bau
Mit dem Bau des Aquädukts wurde 1880 begonnen. Als Erstes wurde die Staumauer des Lago Lavezze, auch Lago Lungo genannt, und der Stollen unter dem Apennin hindurch errichtet. Die Staumauer war 1883 fertiggestellt.
Das auf der Südseite des Apennins auf einer Höhe von 622 m über Meer austretende Wasser musste bis Genua eine große Höhendifferenz überwinden, die nicht nötig war für den Druckaufbau in der Wasserversorgung. Um die Wasserleitung von Druck zu entlasten, wurden drei Entlastungsbecken gebaut, die den in der Wasserleitung auf etwa 18 bar reduzierten – es waren damals noch keine Röhren für hohe Drücke verfügbar. Das erste Becken befand sich 110 Höhenmeter unterhalb des Ausgangs des Stollens, das zweite wiederum 110 Höhenmeter unterhalb des ersten und das dritte 153 m unter dem zweiten.

### Erste Kraftnutzung
Der erste Energiebezüger des Aquädukts war die Jutespinnerei Costa in der zur Gemeinde Campomorone gehörenden Fraktion Isoverde, die ab 1886 über eine 400 m lange Transmission vom Kraftwerk Galvani mit mechanischer Antriebsenergie versorgt wurde. Das Kraftwerk stand an der Stelle des untersten Entlastungsbeckens, die Transmission wurde von zwei Rieter-Turbinen angetrieben, die gesamte Leistung betrug 600 PS.
Da das Kraftwerk mehr Energie produzieren konnte als die Spinnerei benötigte, sollte die überschüssige Energie zur Stromerzeugung genutzt werden. Die Energie sollte mit einem Gleichstromnetz Betriebe im Val Polcevera und die Stadt Genua versorgen. Nach anfänglichen Schwierigkeiten bei der Umsetzung dieser Idee wurde der Schweizer Ingenieur René Thury von Cuénod, Sautter & Cie. aus Genf zur Hilfe geholt. Nach Versuchen mit einer 140 PS-Turbine im Jahre 1898 wurde 1890 im Kraftwerk Galvani die Stromerzeugung ausgebaut, wobei die elektrische Energie mit der Gleichstromübertragung System Thury an die Industrie im Val Polcevera verteilt wurde. Die Turbinen für diese Anlage und die beiden folgenden Kraftwerke stammten von Faesch & Piccard.
1891 war die Staumauer des zweiten Sees, dem Lago Lungo, auch Lago Bigo genannt, fertiggestellt, sowie ein zweites Kraftwerk mit dem Namen Volta beim obersten Entlastungsbecken in Betrieb genommen. 1892 folgte das dritte mit dem Namen Pacinotti beim mittleren Entlastungsbecken.

### Neue Kraftwerkzentrale in Isoverde
Die Technik der Thury-Systeme war überholt, im Besonderen führte en Fehler im Teil eines Systems zum Totalausfall der Anlage, bis das entsprechende Gerät repariert oder überbrückt wurde. De Ferrari Galliera beschloss deshalb am Anfang des 20. Jahrhunderts, die bestehenden drei Kraftwerke durch ein einziges neues zu ersetzen. Dadurch konnte auch die nach Verbesserungen an den Staudämmen verfügbare größere Wassermenge verarbeitet werden, die von den bestehenden Kraftwerken wegen zu kleinen Schluckvermögens nicht mehr verwendet werden konnte.
1904 wurde bei Isoverde ein neues Kraftwerk zusammen mit einem dritten Stausee, dem Lago Badana in Betrieb genommen. Das Kraftwerk hatte eine ums Vierfache erhöhte Leistung gegenüber der gesamten Leistung aller drei bestehenden Maschinenhäuser. Diese wurden durch das neue Kraftwerk ersetzt, wobei gleichzeitig die Energieerzeugung auf Wechselstrom umgestellt wurde. Das im Kraftwerk turbinierte Wasser wurde in einem Ausgleichsbecken gesammelt, das auch als Absetzbecken für Schwebstoffe diente, sodass das Wasser für die Trinkwasserversorgung von Genua verwendet werden konnte.
In den Jahren 1906 bis 1908 wurde die Staumauer des dritten Stausees, des Lago Badana, errichtet.
Im Jahre 2006 musste der Lago Badana entleert werden, weil die Staumauer undicht wurde. Eine Reparatur stellte sich als schwierig heraus zumal die Umgebung des Sees zu einem Naturpark gehört. Die Reparatur der Staumauer wird frühestens 2020 angegangen.

## Technik

### Heutiger Ausbau
Die Anlage besteht aus den beiden Stauseen Lago Bruno und Lago Lungo im 24 km² großen Einzugsgebiet des Gorzente, die das Wasser der niederschlagsreichen Winter über den Sommer speichern können. Der dritte zur Anlage gehörende Stausee, der Lago Badana ist derzeit leer, weil die Staumauer undicht ist. Vom Lago Bruno, auch Lago Lavezze genannt, führt ein 2,3 km langen Stollen unter dem Monte Guana hindurch auf die Südseite des Apennins, der auf der Höhe von 622 m über Meer aus dem Berg austritt. Die daran anschließende Druckleitung ist 1340 m lang und hat eine Fallhöhe von 352 m. Das aus Beton und Mauerwerk bestehende Maschinenhaus steht an der Chiappa ungefähr ein Kilometer von Isoverde entfernt im Weiler Gallaneto.

### Thury-System
Alle Kraftwerke erzeugten Gleichstrom, der nach dem Thury-System verteilt wurde. Jedes Kraftwerk trug den Familiennamen eines italienischen Wissenschaftlers. Es waren dies Luigi Galvani, Alessandro Volta und Antonio Pacinotti.
Jedem Kraftwerk war eine eigene Stromschleife nach dem Thury-System zugeordnet, die keine Verbindung zu den anderen Schleifen hatte. Es bestanden somit drei Leitungen: eine 14,4 km lange Leitung vom Kraftwerk Galvani in den Stadtteil San Quirico, eine zweite 46,2 km lange Leitung vom Kraftwerk Volta ins Stadtzentrum und eine dritte 32,7 km lange Leitung vom Kraftwerk Pacinotti zum Bahnhof in Sampierdarena.
In der Schleife waren Generatoren und Verbraucher in Serie geschaltet. Die dadurch erreichte hohe Spannung in der Übertragungsleitung, hielt die Verluste in Grenzen. Ein Strom von 47 A wurde in der Schleife konstant gehalten, die Spannung variierte mit der Belastung zwischen 450 V im Leerlauf und 6000 V unter Volllast. Bei Schwachlast wurden Generatoren weggeschaltet, indem sie überbrückt wurden.
Im Kraftwerk Galvani standen im Endausbau fünf Maschinensätze. Jeder Bestand aus einer 140 PS-Rieter-Turbine mit zwei beidseitig angeflanschten 6-poligen Thury-Generatoren. Die Regelung der Spannung erfolgte durch Änderung der Drehzahl der Generatoren, die zwischen 20 und 475 Umdrehungen pro Minute schwanken konnte.
Das Kraftwerk Volta hatte fünf Maschinensätze mit 140 PS-Turbinen von Faesch & Piccard in Einsatz. Im Gegensatz zum Kraftwerk Galvani, wurde beim Volta der Strom in der Schleife nicht über die Änderung der Maschinendrehzahl, sondern mit der Änderung des Erregerstroms der Generatoren konstant gehalten. Die Turbinen hatten dadurch eine konstante Drehzahl, die von einem gemeinsamen Regler für alle Turbinen konstant gehalten wurde. 1891 wurde Strom mit einer Gesamtleistung von 300 kW an zehn Kunden geliefert. Darunter war auch die Stearinproduktion der späteren Mira Lanza und die später in der FS aufgegangenen Bahngesellschaft Strade Ferrate del Mediterraneo, welche die Energie für die Bahnhofsbeleuchtung verwendete.
Das Kraftwerk Pacinotti hatte vier 140 PS-Maschinensätze, die wiederum mit Drehzahlregelung der Turbinen betrieben wurden. Die Regelung erfolgte über eine quer über die Maschinensätze verlaufende Welle, die von einem 1 PS-Motor angetrieben wurde, der abhängig von der Stromstärke in der Thury-Schleife die Wasserzufuhr zu den Turbinen erhöhte oder herabsetzte.

## Erhaltene Teile der alten Anlage
Die alten Kraftwerke sind teilweise noch erhalten. Die Zentrale Galvani⊙ dient als Wohnhaus, von der Transmission zur Jutespinnerei ist noch ein Sockel⊙ erhalten.